# Маленьке королівство Бена і Голлі
«Маленьке королівство Бена і Голлі» (англ. Ben & Holly's Little Kingdom) — британський мультсеріал для дітей дошкільного та шкільного віку, який створили Невіл Естлі та Марк Бейкер, а спродюсували Філ Девіс в Astley Baker Davies Limited — студії, що відповідальна за Свинку Пеппу.

## Сюжет
Дії розгортаються в Маленькому королівстві, яке заховане серед кущів. Ним правлять феї Король і Королева Тістл. Також з'являються ельфи, гноми, комахи, що говорять, і багато інших чарівних істот. Серед них є два найкращих друга — принцеса Голлі та ельф Бен. Разом вони щодня знаходять цікаві пригоди.

## Серії
| Сезон | Серії | Перший показ  | Останній показ |
| ----- | ----- | ------------- | -------------- |
| 1     | 50    | 6 квітня 2009 | 7 лютого 2011  |
| 2     | 50    | 2 липня 2012  | 24 грудня 2013 |

## Персонажі

### Основні
Бен Ельф — 8-річний ельф і один з головних героїв разом зі своєю найкращою подругою, принцесою Голлі. Він живе зі своїми батьками, Містером і Місіс ельфами, на дереві (відомому як Дерево Великого Ельфа) разом з усіма іншими ельфами. Він може бути досить обережним, коли мова йде про використання магії, оскільки ельфи не люблять магію.
Голлі Тістл або принцеса Голлі — 8-річна фея. Вона весела, охайна та розумна принцеса, яка живе зі своїми батьками, королем та королевою Тістл, своїми молодшими сестрами-близнючками Дейзі та Поппі та нянею Сливкою. Вона любить використовувати магію, незважаючи на ризик того, що щось піде не так. Їй подобається грати з Беном.
Король Тістл — король Маленького королівства, чоловік королеви Тістл і батько принцеси Голлі, Дейзі та Поппі. Він часто голодний і сварливий, але може бути досить добрим і люблячим батьком. Він не любить святкувати свій день народження.
Королева Тістл — королева-консорт Маленького королівства, дружина короля Тістл та мати принцеси Голлі, Дейзі та Поппі. Вона добра, любляча та мила, хоча теж може бути дуже засмученою або серйозною, якщо щось пішло не так. Також вона молодша сестра королеви Меріґольд.
Няня Сливка — няня Голлі, Дейзі та Поппі. Вона добре володіє магією та здатна розмовляти багатьма мовами тварин. Вона є зубною феєю і вчить у Школі фей. Часто потрапляє в усілякі неприємності, намагаючись допомогти Голлі та її друзям. Також недолюблює Старого Мудрого Ельфа, головним чином через їхні різні думки щодо використання магії.